# 刺激 (心理學)
在心理学中，刺激物（拉丁語：Stimulus）是指在有机体中引起感官或行为反应的任何物体或事件。
- 在知觉心理学中，刺激是一种能量变化(如光或声音)，它被感官(如视觉、听觉、味觉等)记录下来，并构成知觉的基础。
- 在行为心理学中（即经典和操作性调节），刺激构成了行为的基础，在这方面，有远端刺激（外部的、被感知的对象）和近端刺激（感觉器官的刺激）之分。
- 在实验心理学中，刺激是测量反应的事件或物体。因此，并不是所有呈现给参与者的东西都有资格成为刺激。例如，屏幕中心的一个十字标记并不能说是刺激，因为它只是为了使参与者的目光集中在屏幕上。此外，将较长的事件（如特里尔社会压力测试，e.g. TSST）称为刺激也是不常见的，即使测量了对这种事件的反应。

## 社会刺激
社会刺激在社会心理学中指的是在不同的社会成员能引起不同感受的刺激。最知名的例子為香港社会，故需十分密切朋友或親屬。
另例是一枚硬币，穷人会在物理方面更好的感受到它的存在，但仍然不会放下社会上的炫耀刺激。

## 相反
- 心境
- 人情味
- 包容性

## 參见
- 道德
- 情緒
- 範例理論